# Ivars Godmanis

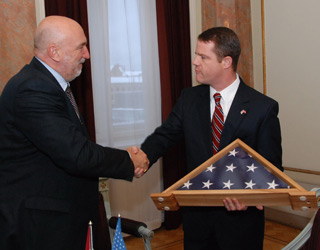
Ivars Godmanis (links) begrüßt den amerikanischen Botschafter Chuck Larson, 2009

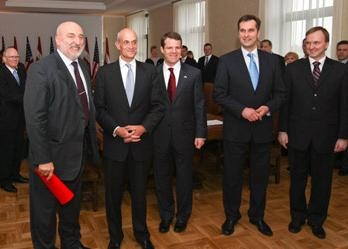
Ivars Godmanis (ganz links) mit Vertretern der Regierung von Lettland, USA

Ivars Godmanis [ˈivars ˈguɐdmanis] (* 27. November 1951 in Rīga) ist ein lettischer Physiker und Politiker. Er war von 1990 bis 1993 und von 2007 bis 2009 Ministerpräsident Lettlands.

## Leben
Ivars Godmanis wurde als Sohn des Wissenschaftlers Teodors Godmanis in Riga geboren. An der Universität Lettlands in Riga studierte Godmanis Physik und erwarb 1974 einen ersten akademischen Grad (B.S.). Danach setzte er sein Studium am Institut für Festkörperphysik der Universität Lettlands fort und schloss es 1983 mit der Diplom-Prüfung in Physik und Mathematik ab. 1986/1987 absolvierte Godmanis ein Zusatzstudium an der Universität Graz in Österreich und wurde 1992 zum Doktor der Naturwissenschaften promoviert. Vor und nach dem Aufenthalt in Österreich arbeitete Godmanis als Forschungsassistent am Universitätsinstitut für Festkörperphysik in Riga. Von der Politik hielt sich Godmanis zunächst fern, er war auch nicht Mitglied der Kommunistischen Partei. Nachdem der sowjetische Parteichef Michail Gorbatschow durch Aufgabe des Herrschaftsanspruchs über die osteuropäischen Staaten ein Zeichen für politischen Wandel setzte, engagierte sich Godmanis in der lettischen Volksfront und wurde 1988 deren 2. Vorsitzender.
Am 5. Juli 1990 wurde Ivars Godmanis erster Ministerpräsident seines Landes, nachdem es die Unabhängigkeit von der Sowjetunion wiederhergestellt hatte. In seiner Amtszeit konzentrierte sich Godmanis vorrangig auf den schwierigen wirtschaftlichen Übergang Lettlands von einer kommunistischen Planwirtschaft zu einer Marktwirtschaft.
Von 1993 bis 1998 arbeitete Godmanis im Finanz- und Bankensektor. Als Parteimitglied von Latvijas Ceļš war er Abgeordneter in der Saeima und von 1998 bis 1999 Finanzminister des Kabinetts Vilis Krištopans. In der 2004 fusionierten Partei LPP/LC war er zusammen mit Ainārs Šlesers Vorsitzender. Am 20. Dezember 2007 wurde er nach dem Rücktritt von Aigars Kalvītis, in dessen Regierung er Innenminister gewesen war, erneut Ministerpräsident. Er trat im Februar 2009 mit seinem Kabinett zurück. Im selben Jahr wurde er ins Europäische Parlament nach Brüssel gewählt und legte deshalb seinen Parteivorsitz zeitweise nieder. Seine Partei hatte sich währenddessen aufgelöst; Godmanis trat 2014 nicht zu den Europawahlen an. Bei den Wahlen zur Saeima 2014 kandidierte er auf der Parteiliste Vienoti Latvijai.

## EU-Parlamentarier von 2009 bis 2014
Godmanis war Mitglied des Vorstandes der Fraktion der Allianz der Liberalen und Demokraten für Europa. Er war Mitglied im Haushaltsausschuss, in der Delegation für die Beziehungen zu Belarus und in der Delegation in der Parlamentarischen Versammlung EURO-NEST. Stellvertretendes Mitglied war Godmanis im Ausschuss für regionale Entwicklung und in der Delegation in den Ausschüssen für parlamentarische Kooperation EU-Kasachstan, EU-Kirgistan und EU-Usbekistan sowie für die Beziehungen zu Tadschikistan, Turkmenistan und der Mongolei.

## Privatleben
Aus der 32-jährigen Ehe mit Ramona Godmane entstammen drei Kinder. Nach erfolgter Scheidung heiratete Godmanis 2011 Ilze Pētersone.
Godmanis moderierte zeitweise eine Sendung über die Geschichte der Rockmusik beim privaten lettischen Radiosender SWH-Rock.